# Aleurocerus coccolobae
Aleurocerus coccolobae là một loài côn trùng cánh nửa trong họ Aleyrodidae, phân họ Aleyrodinae.
Aleurocerus coccolobae được Russell miêu tả khoa học đầu tiên năm 1986.